# Macrodasys balticus
Macrodasys balticus is een buikharige uit de familie Macrodasyidae. Het dier komt uit het geslacht Macrodasys. Macrodasys balticus werd in 1939 voor het eerst wetenschappelijk beschreven door Roszczak. 